# Katarska diplomatska kriza 2017.
██ Katar
██ Države koje su prekinule diplomatske odnose s Katarom
██ Države koje su umanjile diplomatske obveze prema Kataru
Katarska diplomatska kriza bila je diplomatski incident koji je započeo 5. lipnja 2017. godine kada su Saudijska Arabija, Ujedinjeni Arapski Emirati, Bahrein i Egipat prekinuli diplomatske odnose s Katarom i zabranili zrakoplovima i brodovima registriranim u Kataru korištenje zračnog prostora i pomorskih puteva zajedno sa Saudijskom Arabijom blokirajući jedini katarski kopneni prijelaz. Kasnije im se pridružio Jordan, a podržali su ih Maldivi, Mauritanija, Senegal, Džibuti, Komori, Jemen i vlada u Libiji sa sjedištem u Tobruku.
Koalicija koju predvodi Saudijska Arabija kao glavni razlog svojih postupaka navela je navodnu potporu Katara terorizmu, navodeći da je Katar prekršio sporazum iz 2014. godine s članovima Zaljevskog vijeća za suradnju (GCC), čiji je Katar i član. Saudijska Arabija i druge zemlje kritizirale su Al Jazeeru i odnose Katara s Iranom. Katar je priznao da je pružio pomoć nekim islamističkim skupinama (poput Muslimanske braće), ali porekao je pružanje pomoći militantnim skupinama povezanim s al-Qaidom ili Islamskom državom Iraka i Levanta (ISIL). Katar je također tvrdio da je pomagao Sjedinjenim Državama u ratu protiv terorizma i tekućoj vojnoj intervenciji protiv ISIL-a.
Početni prekidi u opskrbi minimizirani su dodatnim uvozom iz Irana i Turske, a Katar nije pristao ni na jedan zahtjev saudijske koalicije. Zahtjevi su uključivali smanjenje diplomatskih odnosa s Iranom, zaustavljanje vojne koordinacije s Turskom i zatvaranje Al-Jazeere.
27. srpnja 2017. godine katarski ministar vanjskih poslova Mohammed bin Abdulrahman Al Thani rekao je novinarima da Egipat, Saudijska Arabija, Ujedinjeni Arapski Emirati i Bahrein pokazuju "tvrdoglavost" prema Kataru i da nisu poduzeli nikakve korake za rješavanje krize. Al Thani je dodao da bi Vijeće sigurnosti, Generalna skupština i "svi mehanizmi Ujedinjenih naroda" mogli igrati ulogu u rješavanju situacije. Katar je 24. kolovoza 2017. najavio da će uspostaviti pune diplomatske odnose s Iranom.
Dana 4. siječnja 2021. godine, Katar i Saudijska Arabija dogovorili su se o rješavanju krize posredstvom Kuvajta i Sjedinjenih Država. Saudijska Arabija otvorit će svoju granicu s Katarom i započeti postupak pomirenja. Sporazum i završno priopćenje potpisano 5. siječnja 2021. nakon summita GCC-a u Al-Uli označava rješenje krize, a precizni detalji bit će objavljeni kasnije.